# Оса австрийская

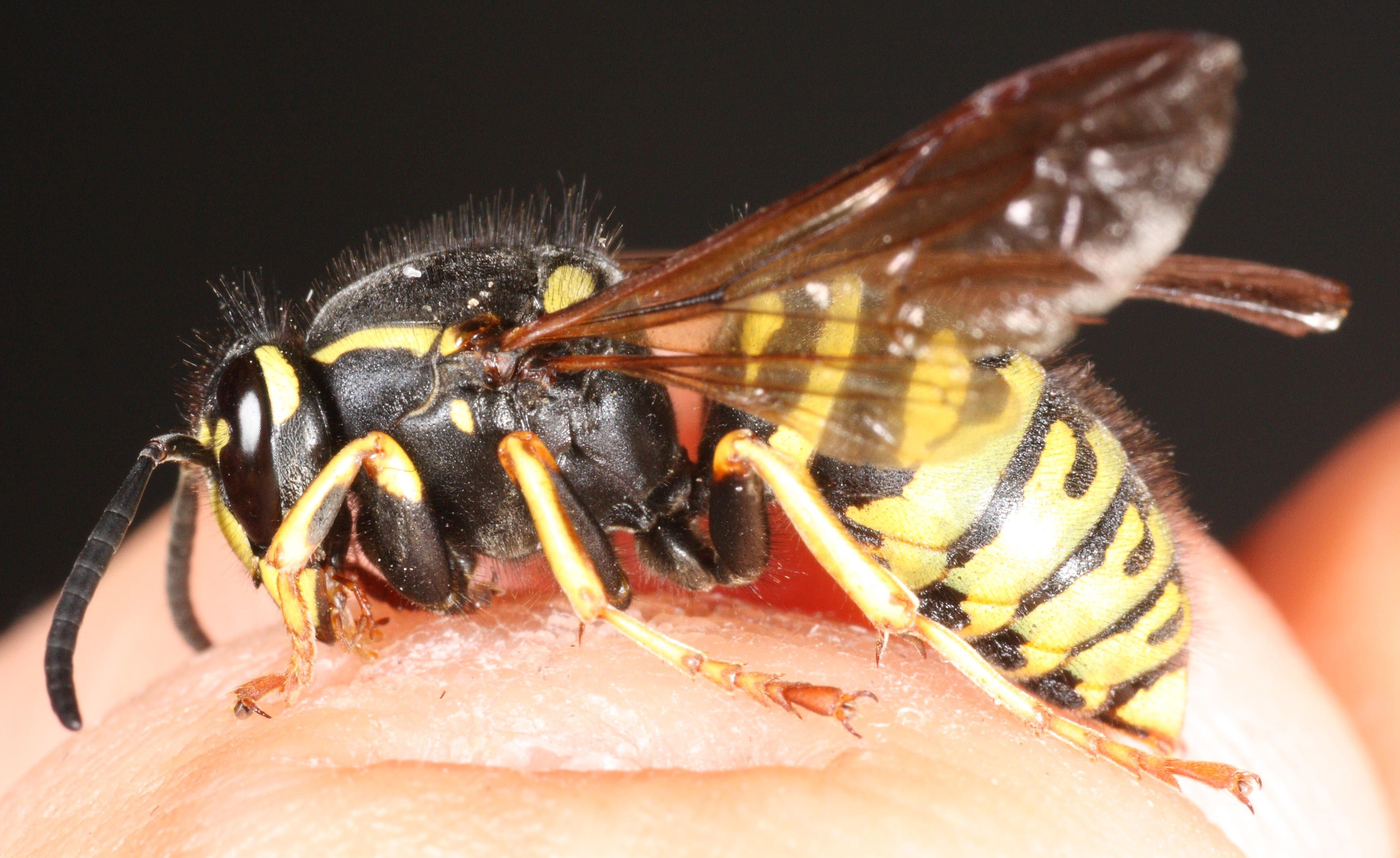

Оса австрийская (Vespula austriaca) — вид семейства настоящих ос.

## Распространение
Голарктика. Самые северные находки в Азии: Октябрьское, Подкаменная Тунгуска, река Оленёк, Камчатка: гора Ключевская Сопка. Самые южные места обитания: Турция, Грузия, Кыргызстан, Кашмир, Китай: Синьцзян и Ляонин, Корея, Япония.

## Описание
Длина самок от 15 до 19 мм, самцов — от 13 до 16 мм. Осы-кукушки, паразитирирующие на общественных бумажных осах Vespula rufa.